# Ermengol (Osona)
Ermengol († 21. August 940~942) war ein Graf von Osona aus dem Haus Barcelona. Er war ein Sohn des Grafen Sunyer von Barcelona und Bruder von Borrell II. und Miró.
Ermengol war von seinem Vater mit der Grafschaft Osona ausgestattet worden, als deren Graf er allerdings nur einmal urkundlich in einer Schenkung seines Vaters an die Kirche Santa María von Moià vom 23. August 939 genannt wird. Da er im Gegensatz zu seinen Brüdern bereits zu Lebzeiten seines Vaters mit einem Lehen ausgestattet wurde, war er vermutlich dessen ältester Sohn. Das Nekrolog der Abtei Santa Maria de Ripoll verzeichnete den Tod Ermengols im Kampf auf einen 21. August ohne die Angabe eines Jahres oder der Umstände seines Todes. Sein Vater hatte am 6. September 943 eine Schenkung an dieselbe Abtei als Ablass für die Sünden Ermengols getätigt, der zu diesem Zeitpunkt schon gefallen sein muss. Die Geschichtsforschung legt seinen Tod in das Jahr 942, im Abwehrkampf gegen eine in Katalonien einfallende Reitertruppe der Ungarn bei dem Ort Baltarga (Comarca Baixa Cerdanya).

## Weblink
- COMTES de BARCELONA bei Foundation for Medieval Genealogy.ac

| Personendaten    | Personendaten     |
| ---------------- | ----------------- |
| NAME             | Ermengol          |
| KURZBESCHREIBUNG | Graf von Osona    |
| GEBURTSDATUM     | 10. Jahrhundert   |
| STERBEDATUM      | um 21. August 940 |